# Église Saint-Pierre de Ras
L'église des Saints-Apôtres-Pierre-et-Paul ou église Saint-Pierre (en serbe cyrillique : Црква светих Апостола Петра и Павла ou  Петрова црква ; en serbe latin : Crkva svetih Apostola Petra i Pavla ou Petrova crkva) est une église de Serbie située sur le site de la ville médiévale de Ras, près de Novi Pazar. Elle a été construite au VIIIe ou au IXe siècle, ce qui en fait l'une des plus anciennes de Serbie. Depuis 1979, elle figure sur la liste du patrimoine mondial de l'UNESCO, avec l'ensemble de Stari Ras (« Vieux Ras ») et de Sopoćani. Elle est également inscrite sur la liste des monuments culturels d'importance exceptionnelle de la république de Serbie (identifiant no SK 182).

## Histoire
Des fouilles archéologiques effectuées en 1957 ont mis au jour sur le site de l'église les vestiges d'une tombe illyrienne remontant au Ve siècle av. J.-C. ; parmi les objets découverts figurent des vases grecs, des objets en bronze et en argent, des bijoux en or, ainsi que de la verrerie, le tout présentant une exceptionnelle valeur scientifique. L'église actuelle a été construite à l'emplacement de cette tombe. Édifiée au VIIIe ou IXe siècle, elle est la seule église de Serbie antérieure à la dynastie des Nemanjić.

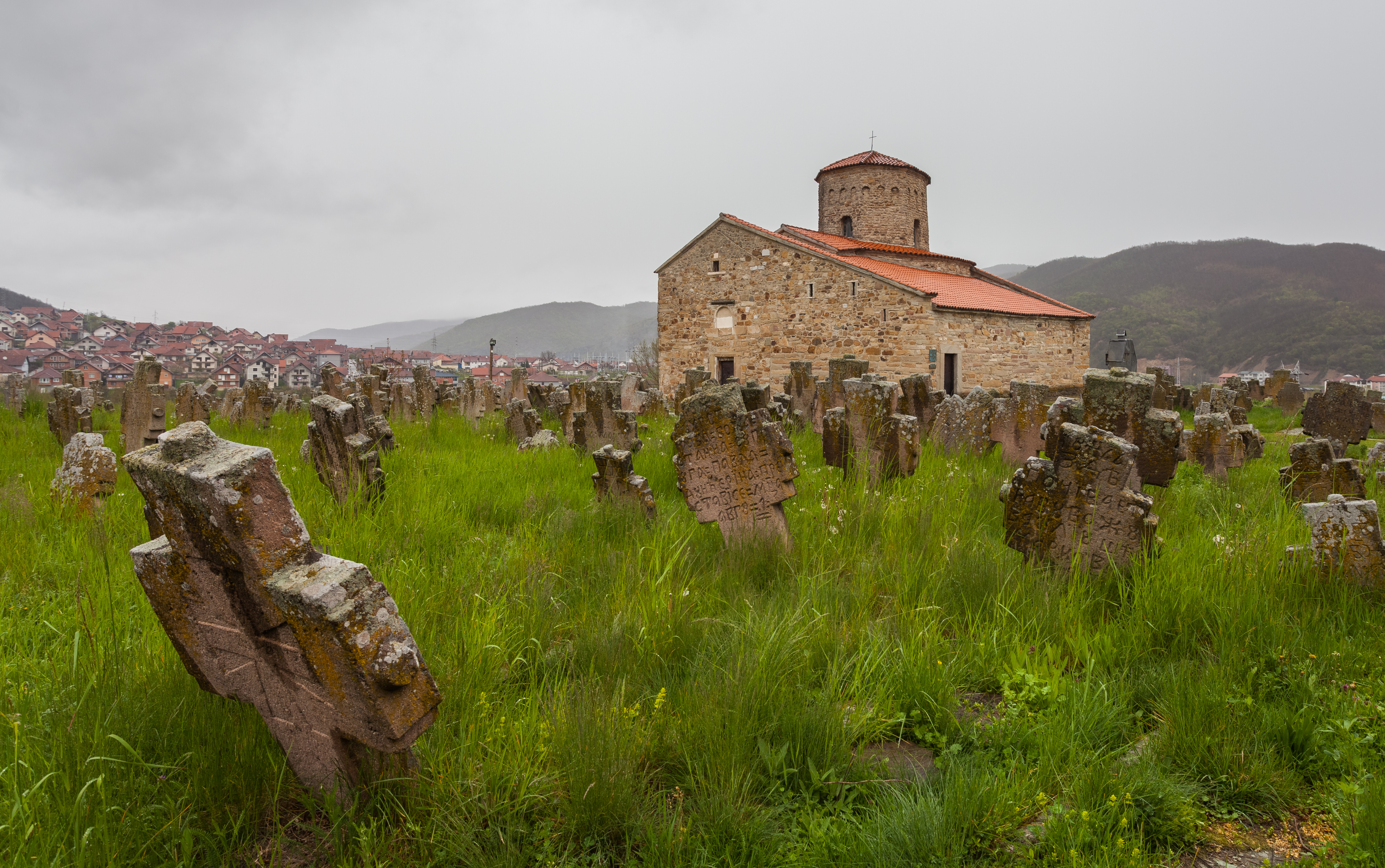
Le cimetière et l'église.
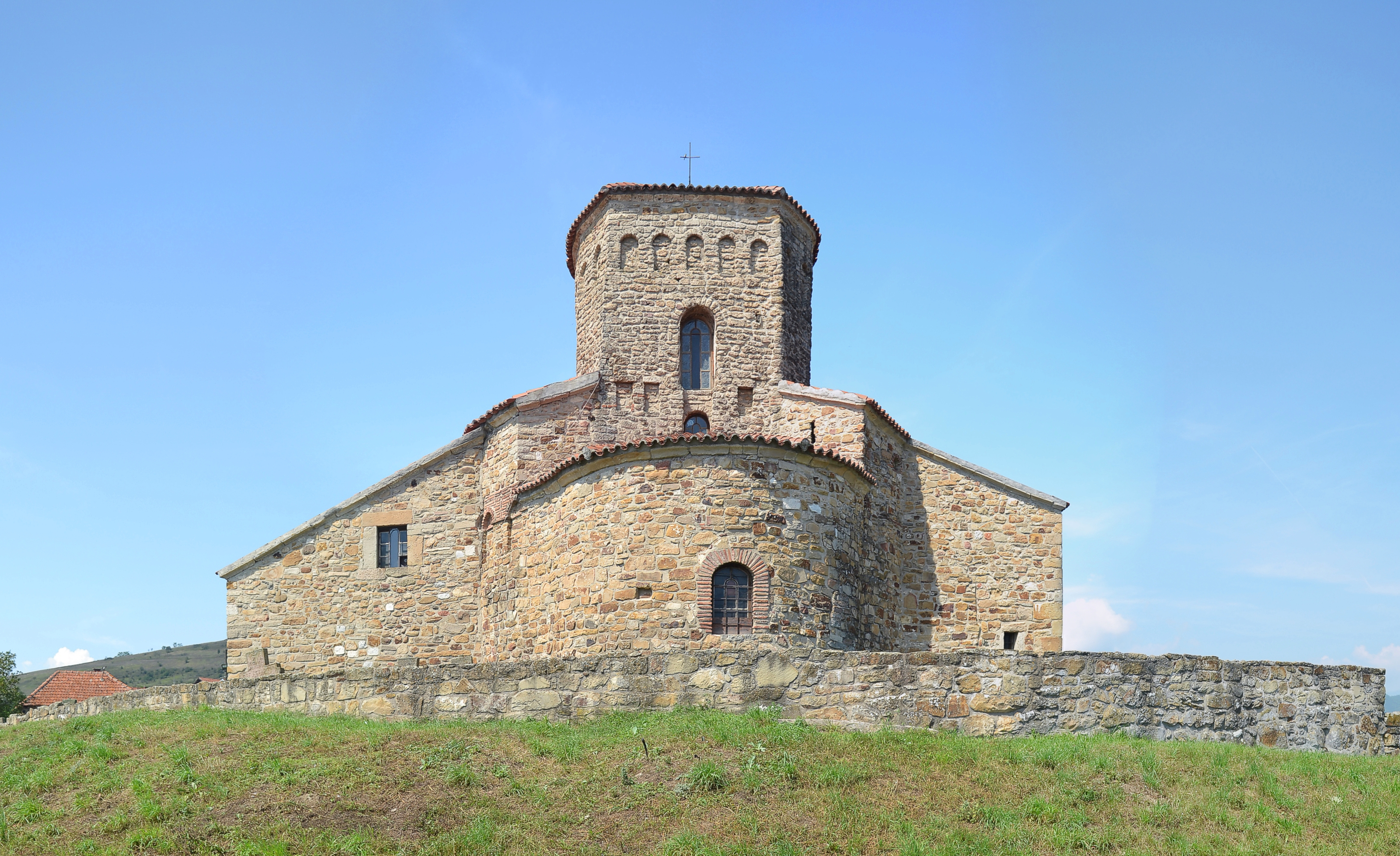
Chevet de l'église vu de l'extérieur.
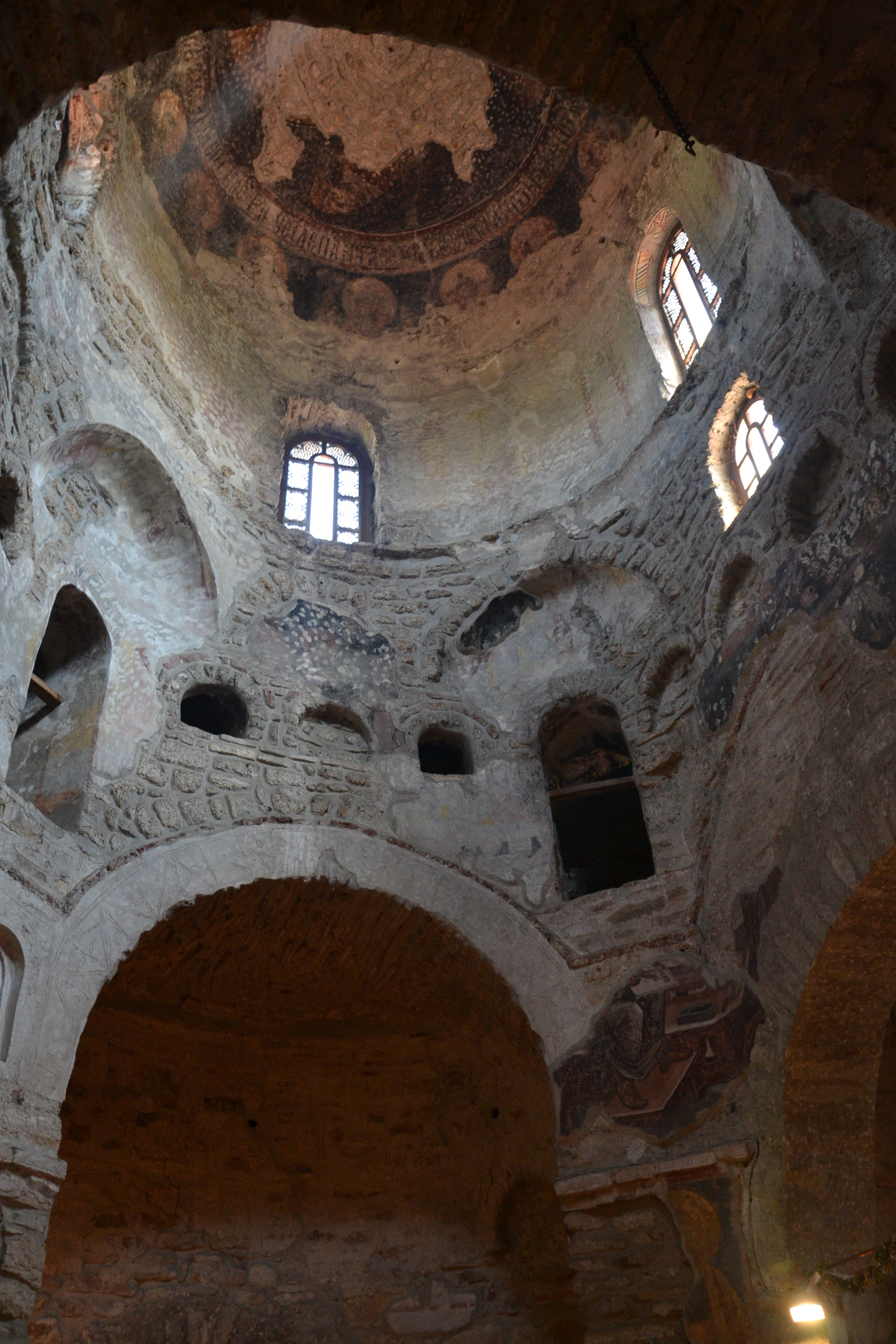
Intérieur de l'église.
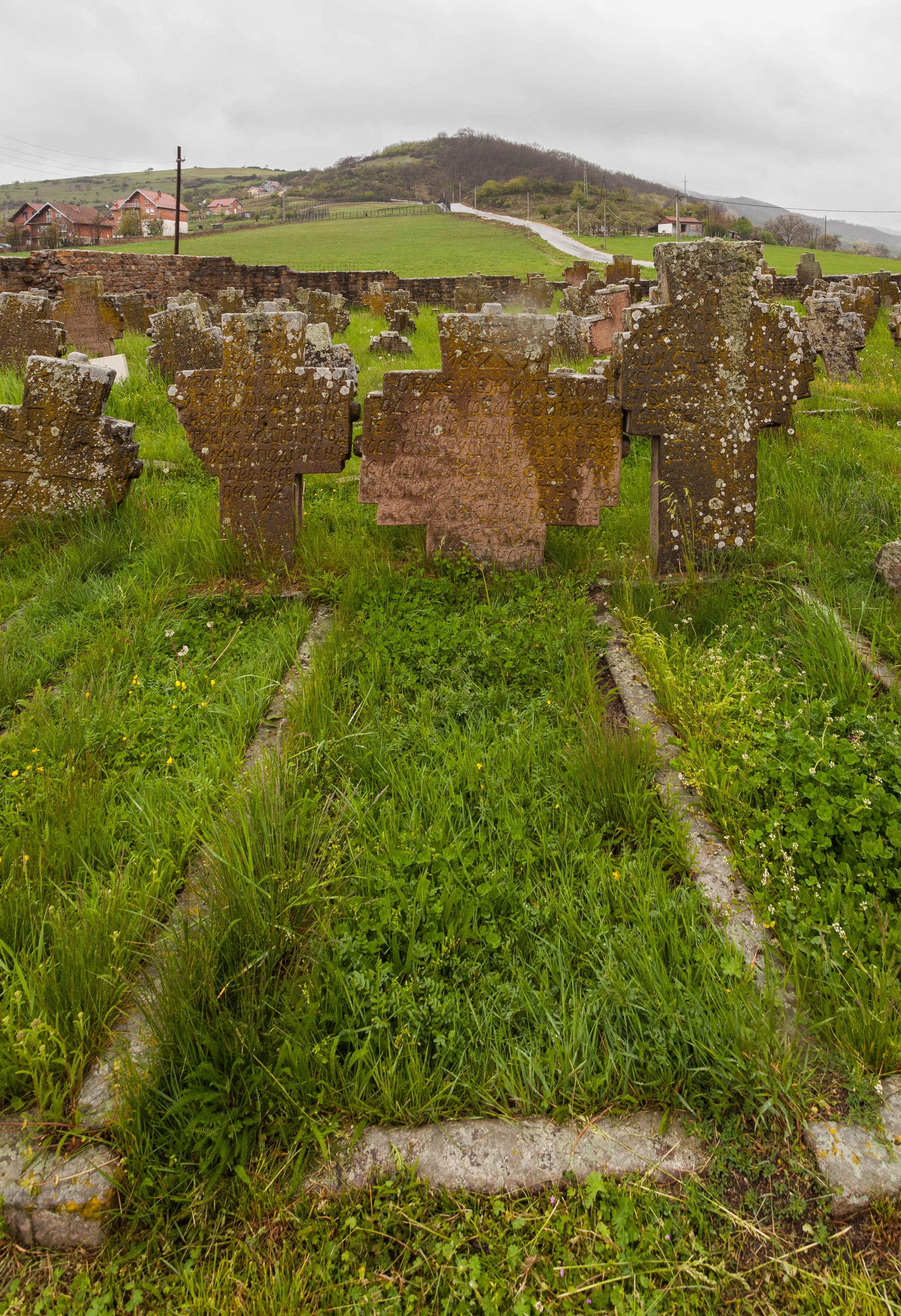
Pierre tombale.

## Fresques
Certaines fresques de l'église Saint-Pierre datent du Xe siècle, des XIIe et XIIIe siècles, d'autres encore des XVIIe et XIXe siècles.

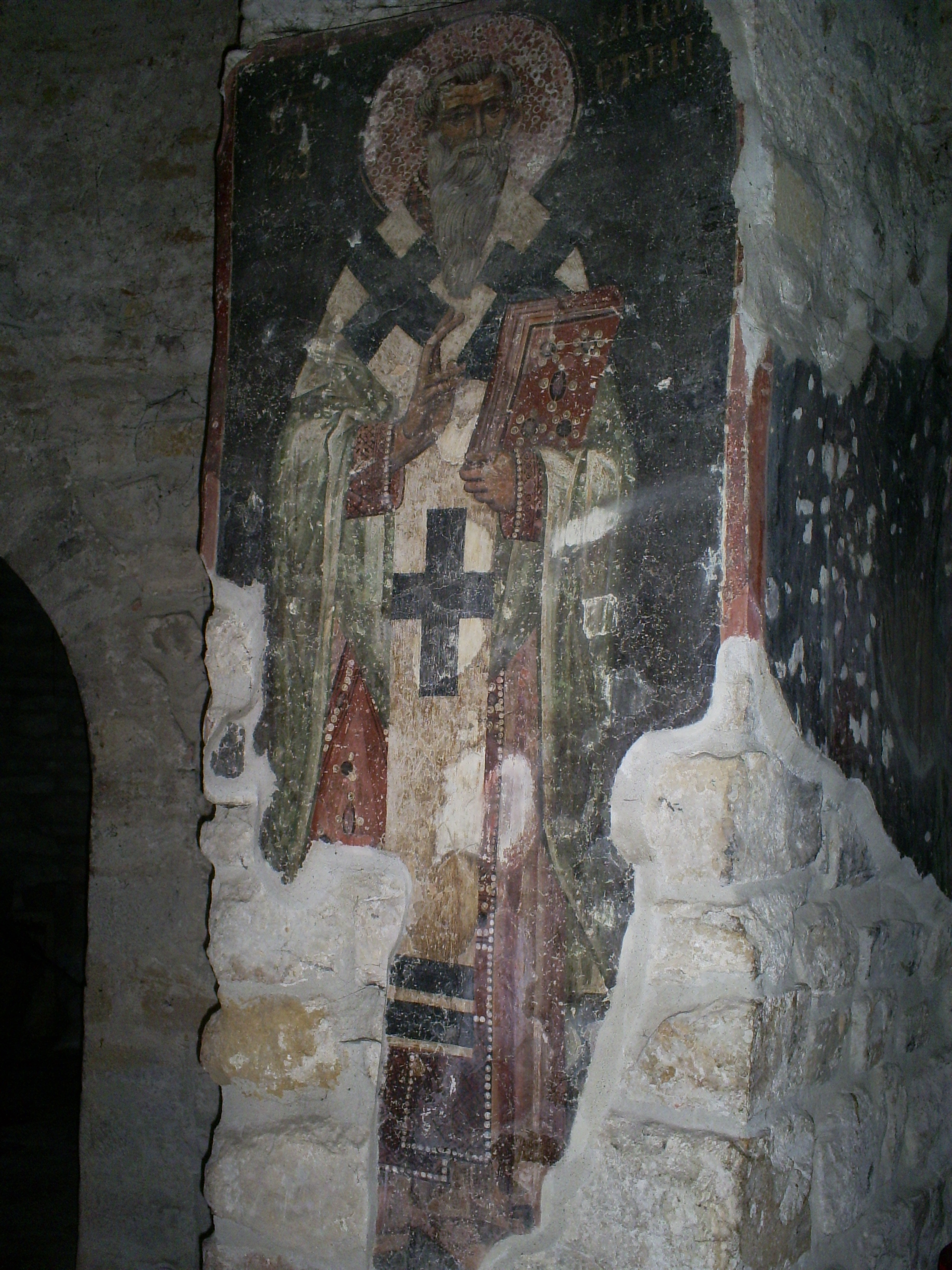
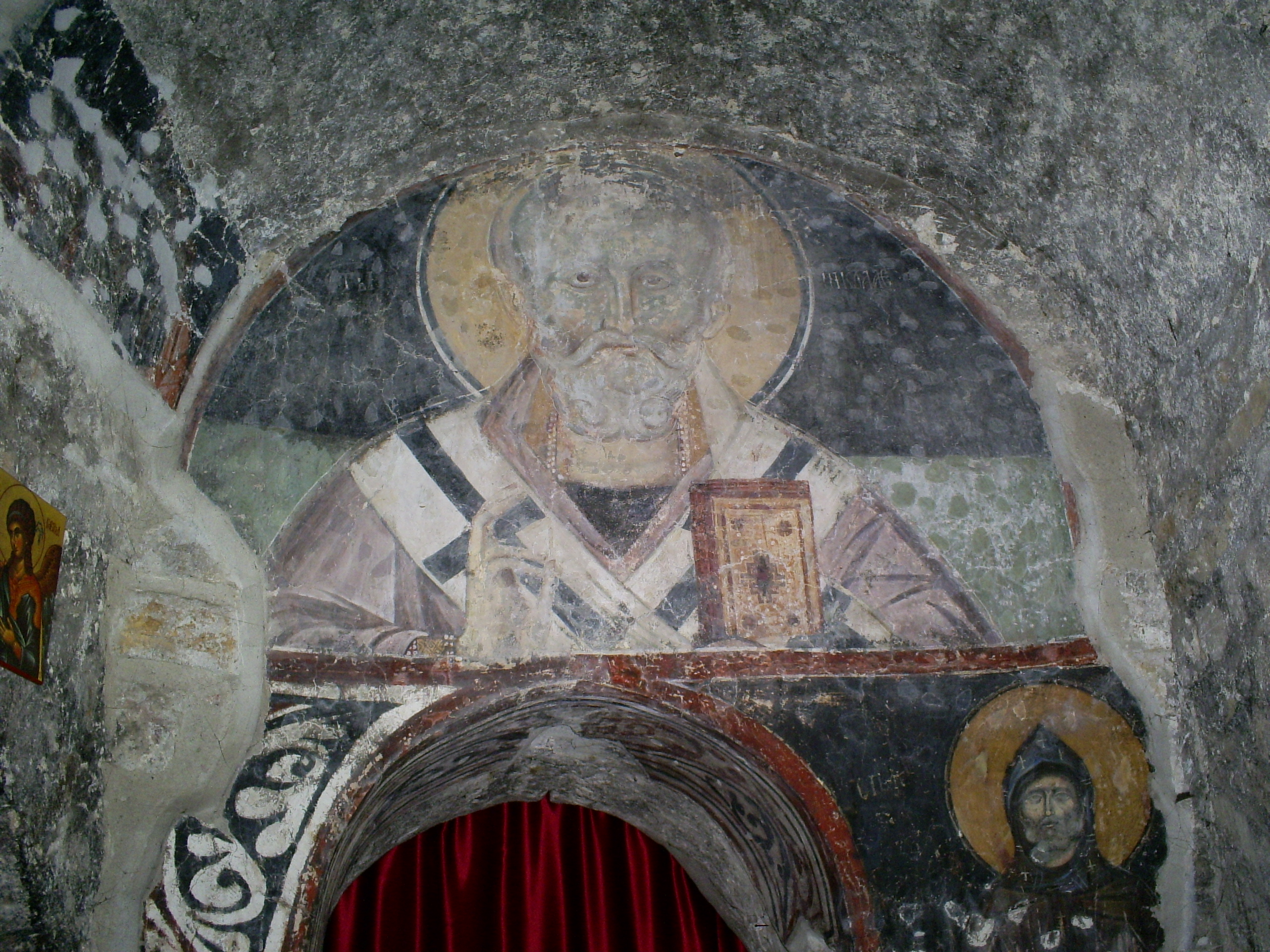
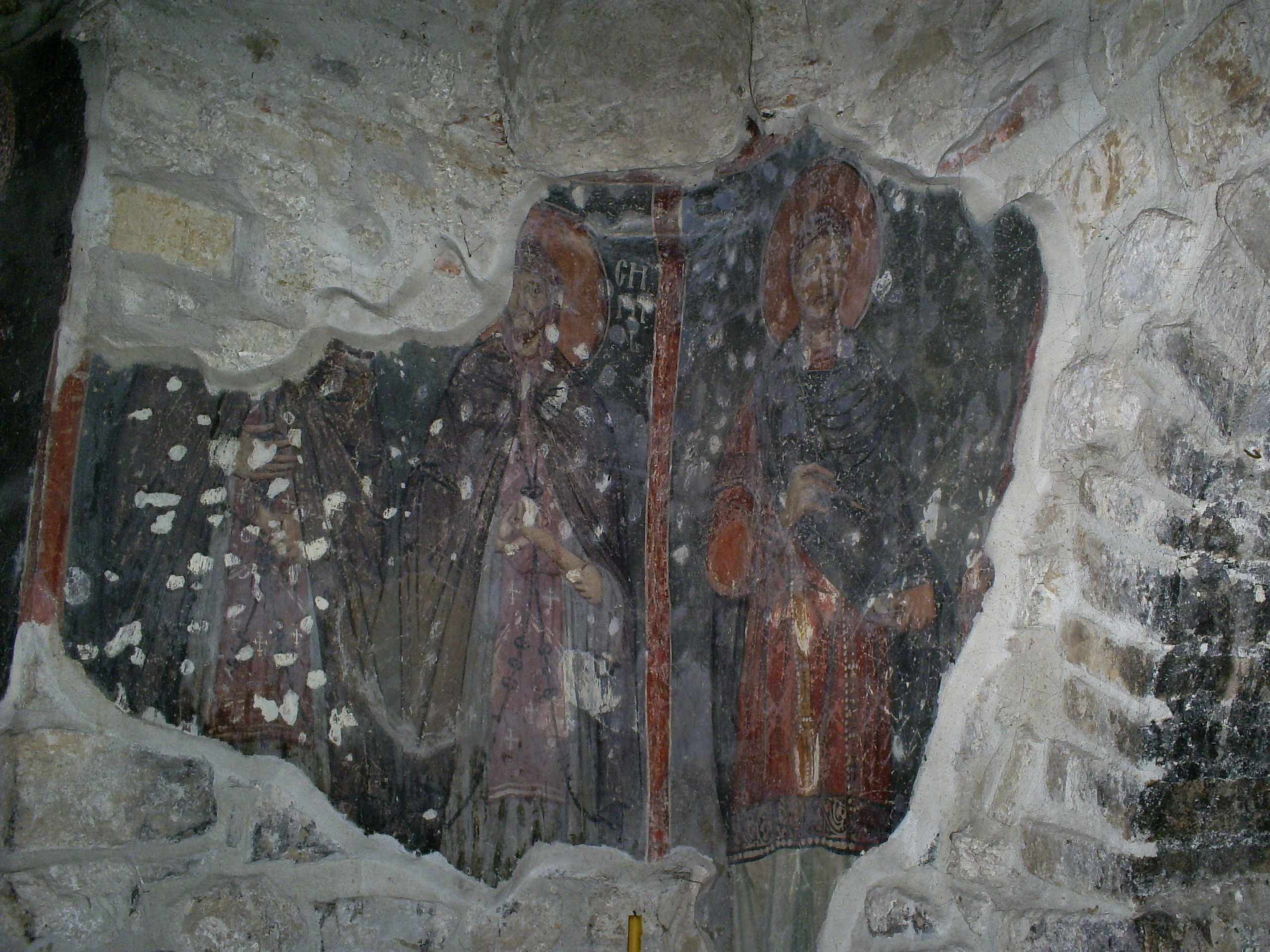